# Tyloplatyola elgonensis
Tyloplatyola elgonensis – gatunek chrząszcza z rodziny kusakowatych i podrodziny rydzenic.
Gatunek ten opisał po raz pierwszy w 1996 roku Roberto Pace na łamach „Revue suisse de Zoologie”. Jako lokalizację typową wskazano Mount Elgon w Kenii.
Chrząszcz o błyszczącym, wydłużonym w zarysie ciele długości 2,1 mm, bardziej przysadzistym niż u podobnych T. microphthalma i T. pseudomicrophthalma. Głowa jest rudożółta, pozbawiona siateczkowania, drobno i wyraźnie ziarenkowana. Czułki mają człony pierwszy, drugi i trzeci ubarwione żółto, pozostałe zaś ubarwione żółtobrązowo. Oczy są słabiej zredukowane niż u T. microphthalma i T. pseudomicrophthalma. Rudożółte przedplecze ma powierzchnię wyraźnie ziarenkowaną i pozbawioną siateczkowania. Na rudych, znacznie krótszych od przedplecza pokrywach występuje wyraźne ziarenkowanie, brak zaś siateczkowania. Kolor odnóży jest rudożółty. Na rudożółtym odwłoku brak jest siateczkowania i łuskowatej rzeźby. Genitalia samicy mają znacznie dłuższą niż u T. microphthalma i T. pseudomicrophthalma część proksymalną spermateki, a genitalia samca znacznie silniej rozbudowany niż wspomniane gatunki edeagus.
Owad afrotropikalny, znany wyłącznie z Kenii. Spotkany na rzędnych od 2700 do 2800 m n.p.m.